# Rudolf Obauer
Rudolf Obauer (* 17. Februar 1961 in Werfen) ist ein österreichischer Koch und Hotelier, der mit seinem acht Jahre älteren Bruder Karl das Restaurant-Hotel Obauer in Werfen (Salzburg) führt.

## Werdegang
Rudolf „Rudi“ Obauer stammt aus einer Gastronomen-Familie in Werfen im Salzburger Land. Er wollte zuerst technischer Zeichner werden, sein Bruder Karl bewog ihn jedoch 1976 zu einer Kochausbildung zum Koch in Salzburg. Danach arbeitete er von 1979 bis 1984 in der Wintersaison am „Zürser Hof“ am Arlberg, wo sein Bruder Karl Küchenchef war. 1979 begann sein Bruder Karl mit der Modernisierung des Familienbetriebs.
1981 arbeitete er im Sommer bei den Brüdern Troisgros in Roanne und im „Au Crocodile“ bei Émile Jung in Strasbourg, aber auch gemeinsam mit Karl im familieneigenen Restaurant „Obauer“. Diverse Praktika folgten zwischendurch, 1982 im Restaurant „Trou Gascon“ in Paris und 1983 im „Faugeron“ in Paris, 1984 im „Rommeier“ in Brüssel und 1987 bei Alain Chapel in Mionnay.
1985 wurde ein Restaurantbesuch bei den Brüdern Obauer ein Schlüsselerlebnis für Johanna Maier.
1996 wurden Karl und Rudolf Obauer gleich mit zwei Sternen Guide Michelin ausgezeichnet, ein sehr seltener Vorgang, wenn nicht bereits vorher ein Stern verliehen war.
Seit 1997 haben die Brüder mehrere Kochbücher veröffentlicht.

## Privates
Rudolf Obauer ist verheiratet und hat mit seiner Frau drei Kinder. Der zweite Sohn Berthold arbeitet im elterlichen Restaurant als Servicechef.

## Auszeichnungen Karl und Rudi Obauer
- 1989 „Koch des Jahres“, Gault Millau Österreich
- 1995 4 Hauben im Gault Millau Österreich
- 1996 Zwei Sterne im Guide Michelin
- 2012 „Köche des Jahrzehnts“ (mit seinem Bruder), Gault Millau Österreich[2]
- 2012 fünf Kochlöffel vom Schlemmer Atlas[3]
- 2013 Ehrenbürgerschaft seiner Heimatgemeinde Werfen[4]
- 2019 La Liste world's best restaurant selection, Top 50
- 2019 Falstaff 99/100

## Publikationen Karl und Rudi Obauer
- Das neue österreichische Kochbuch. Verlag Zabert Sandmann, München 1997.
- The New Austrian Cookbook. Verlag Zabert Sandmann, München 1999.
- Hemmungslos kochen. 24 Wahrheiten über die gute Küche. Verlag Knaur, München 2002.
- Unsere österreichische Küche. Verlag Zabert Sandmann, München 2004.
- Koche lieber leidenschaftlich. Verlag Knaur, München 2008.
- Vom Kochen auf dem Lande. Verlag Zabert Sandmann, München 2011.
- Werner Meisinger (Hrsg.), Christoph Burgstaller, Rudi Obauer: Der Jaga und der Koch. Verlag Servus, 2019, ISBN 978-3710402067.